# 푸카푸카섬 (투아모투 제도)

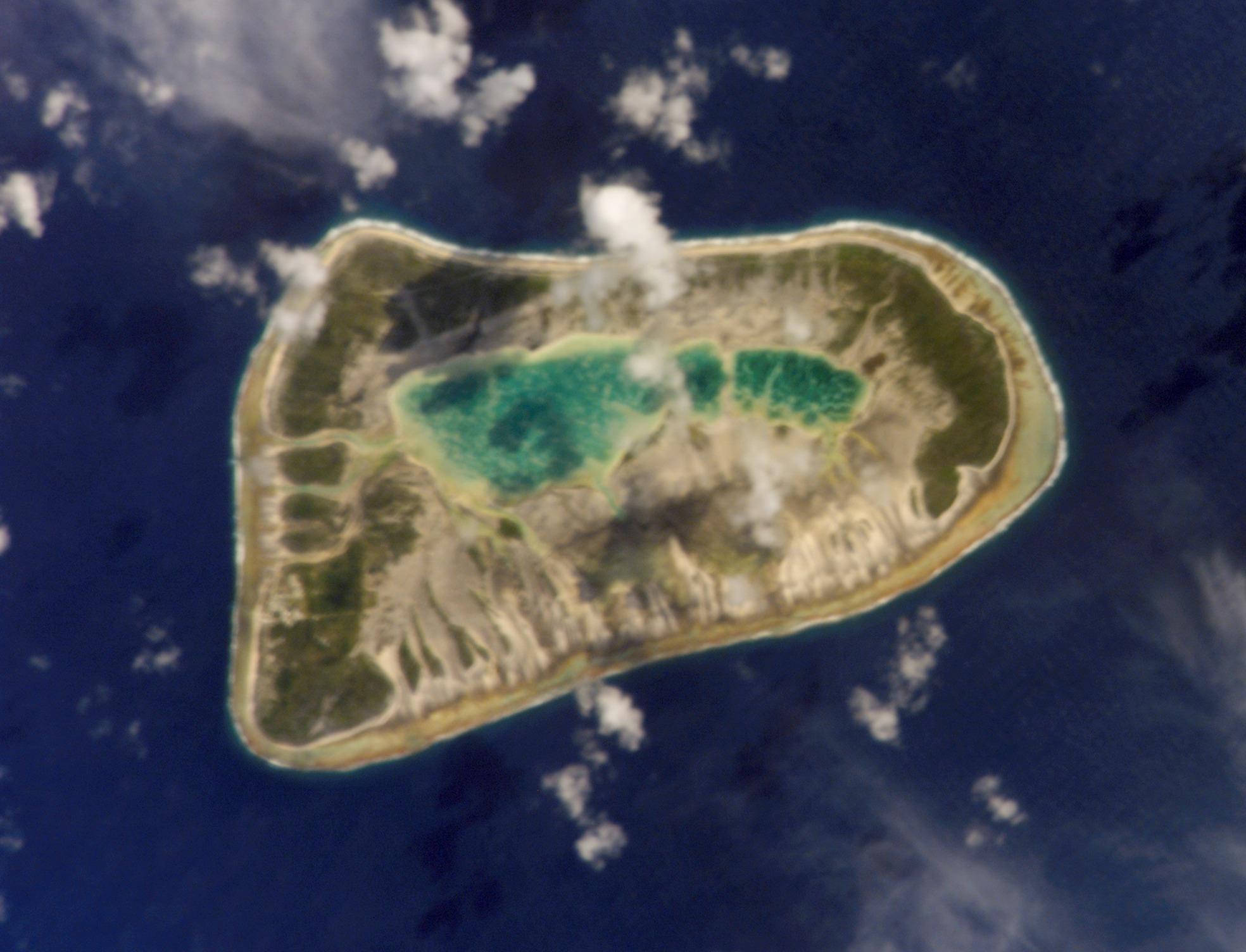
푸카푸카 섬

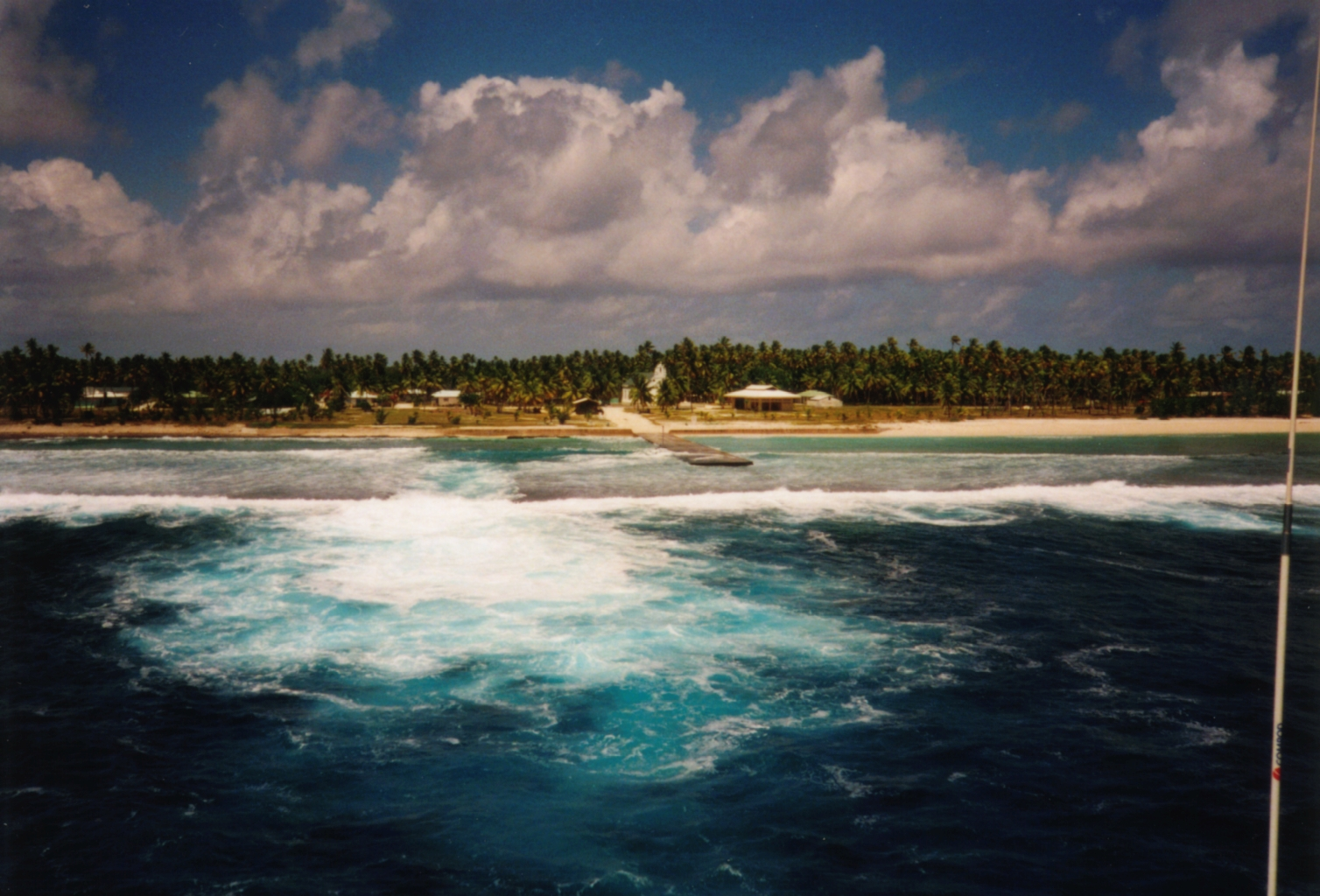
바다쪽에서 본 마을

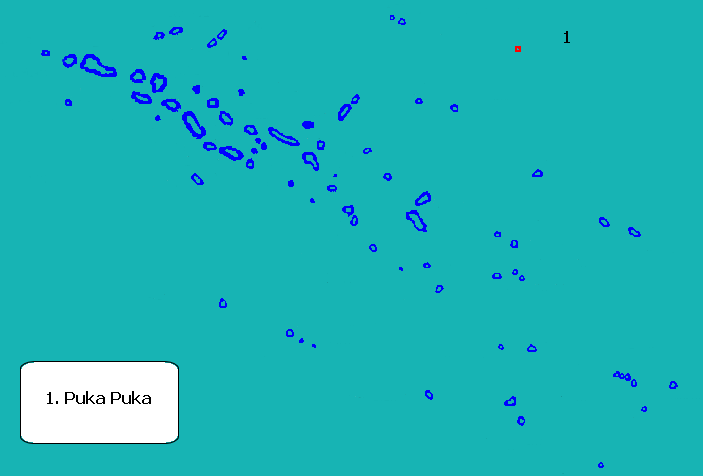
푸카푸카 섬의 위치

푸카푸카섬(Puka-Puka)은 프랑스령 폴리네시아의 투아모투 제도의 데사프왕트 제도에 속하는 산호섬이며, 면적은 6km, 폭은 3.3km, 인구는 197명 (2002년)이다. 투아모투 제도의 다른 지역과 달리 푸카푸카어를 사용하며, 1979년 섬에 공항이 건설되었다.